# Szczutek
Szczutek – polskie czasopismo wydawane w okresie II Rzeczypospolitej we Lwowie.

## Historia
Pierwszy numer „Szczutka” z podtytułem czasopismo satyryczno-polityczne ukazał się 1 marca 1918 we Lwowie nakładem Wydawnictwa księgarni p. f. H. Altenberg, G. Seyfarth, E. Wende i Ska we Lwowie, Hotel George’a oraz było zapowiadane jako periodyk ukazujący się 1. i 15. dnia każdego miesiąca. Od początku istnienia pismo był drukowane we lwowskiej drukarni W.A. Szyjkowskiego, liczyło osiem stron, a redaktorem odpowiedzialnym był Alfred Altenberg. Od numeru 19 z 1 grudnia 1918 czasopismo ukazywało się co tydzień w niedzielę z podtytułem tygodnik satyryczno-polityczne. Pismo drukowała wówczas drukarnia M. Schmitta i Ski we Lwowie, redaktorem odpowiedzialnym pozostawał Alfred Altenberg, zaś kierownikiem literackim był Stanisław Wasylewski. Pod koniec 1922 redaktorem naczelnym i kierownikiem literacko-artystycznym był Henryk Zbierzchowski, redaktorem odpowiedzialnym Ludwik Hamuda, natomiast redakcja i administracja pisma mieściła się przy ulicy Zimorowicza 5 we Lwowie (obecna ul. Dudajewa), a druk wykonywała „Prasa” przy ulicy Sokola 4 (obecna ul. Kowżuna).
Na łamach pisma był drukowany pierwszy w historii polski serial komiksowy pt. Przygody Szalonego Grzesia.
Twórcami publikującymi w „Szczutku” byli literaci Edmund Bieder, Mikołaj Biernacki, Władysław Filar, Jan Gella, Adolf Starkman, Liberat Zajączkowski oraz rysownicy Karol Baraniecki, Maja Berezowska, Zdzisław Czermański, Kazimierz Grus, Marceli Harasimowicz, Fryderyk Kleinman, Kamil Mackiewicz, Jerzy Szwajcer, Antoni Wasilewski, Zdzisław Kamiński.